# 영덕군
영덕군(盈德郡)은 대한민국 경상북도 동해안에 있는 군이다. 어업이 발달하여 특산물로 대게가 유명하다. 기타 복숭아, 송이, 물가자미, 황금은어 등의 특산물이 있고, 해수욕장으로 고래불, 장사, 대진해수욕장이 있으며, 유원지로는 달산 옥계계곡, 지품 오천솔밭 등이 있다. 주요관광지로 강구항, 삼사해상공원, 영덕어촌민속전시관, 영덕풍력발전단지, 영덕신재생에너지전시관, 신돌석장군유적지, 영해 괴시전통마을, 영덕향교 등이 있다. 군청 소재지는 영덕읍이고, 행정구역은 1읍 8면이다.

## 역사
| Daedongyeojido (Gyujanggak) 15-02.jpg | Daedongyeojido (Gyujanggak) 15-01.jpg |
| Daedongyeojido (Gyujanggak) 16-02.jpg | Daedongyeojido (Gyujanggak) 16-01.jpg |

- 고구려 시대에는 우시군 (于尸郡)이었다.
- 고구려 장수왕 때에는 군 전체가 고구려에 속해 있었으나, 진흥왕 때 신라에 편입되었다.
- 신라 시대에는 야시홀, 야성 (野城), 유린군 (有隣郡) 등으로 이름이 바뀌었다.
- 고려 시대에는 예주 (禮州)였다.
- 1310년 영덕이라는 이름을 얻게 되었다.
- 조선 시대에는 남부 남정면, 강구면, 영덕읍, 지품면, 달산면은 영덕현으로, 북부 축산면, 영해면, 병곡면, 창수면은 영해도호부로 현재의 군역이 둘로 갈라져 있었다.
- 1895년 6월 23일(음력 윤5월 1일) 안동부 영덕군·영해군[3]
- 1896년 8월 4일 경상북도 영덕군·영해군[4]
- 1914년 4월 1일 양군 병합 영덕군[5][6] (9면) 이 과정에서 산하의 면들이 대거 합병되었다. 일제강점기 당시 영덕의 독음은 일본어로 에이토쿠(盈徳; えいとく)였다.

| 경상북도령 제2호 | |             | |
| 구 행정구역      | 구 행정구역 | 신 행정구역 | 신 행정구역                                                                                            |
| 영덕군           | 동면(東面) 대탄동, 노물동/노내동, 기곡동/성황동/신리동/매령동/양정동, 삼계동, 예진동/돌면동, 오보동, 창포동, 태부동, 금진동/소하동, 하저동/임리동 | 오보면      | 대탄동, 노물동, 매정동, 삼계동, 석동, 오보동, 창포동, 태부동, 금진동, 하저동                           |
| 영덕군           | 서면(西面) 상대동/하대동/재궁동 일부/중평동 일부/(북면)식율동 일부, 상덕동/하덕동, 상입동/하입동/상오동 일부, 용천동/중평동 일부, 산하동/일이동/서점동, 주산동/봉동, 상마동/하마동/수구동/궁기동 일부/(청하군 죽북면)하옥리 일부, 중오동/하오동/상오동 일부, 주방동/상응동/중응동, 광산동/오봉동/궁기동 일부                                                                                                  | 달산면      | 대지동, 덕산동, 용전동, 용평동, 매일동, 봉산동, 옥산동, 인곡동, 주응동, 흥기동                         |
| 영덕군           | 북면(北面) 기사동/평지동, 눌곡동/양원동 일부/구룡동 일부, 신리동 일부/(진보군 동면)낙평동 일부, 상소동/하소동, 속곡동, 대덕동/구룡동 일부, 상묵동/외묵동, 수곡동/수내동/신리동 일부/(진보군 동면)낙평동 일부, 상주동/중주동/하주동/신성동, 신기동/식율동 일부/양원동 일부/(서면)재궁동 일부, 원전동/재곡동, 지품동/대동동, 황장동/토곡동, 용수동/관동/전여동, 상금동/중금동/하금동/오일동, 내류동/외류동 일부 | 지품면      | 기사동, 눌곡동, 낙평동, 도계동, 속곡동, 용덕동, 송천동, 수암동, 신안동, 신양동, 원전동, 지품동, 황장동 |
| 영덕군           | 북면(北面) 기사동/평지동, 눌곡동/양원동 일부/구룡동 일부, 신리동 일부/(진보군 동면)낙평동 일부, 상소동/하소동, 속곡동, 대덕동/구룡동 일부, 상묵동/외묵동, 수곡동/수내동/신리동 일부/(진보군 동면)낙평동 일부, 상주동/중주동/하주동/신성동, 신기동/식율동 일부/양원동 일부/(서면)재궁동 일부, 원전동/재곡동, 지품동/대동동, 황장동/토곡동, 용수동/관동/전여동, 상금동/중금동/하금동/오일동, 내류동/외류동 일부 | 영덕면      | 삼화동, 오천동, 옥류동                                                                                 |
| 영덕군           | 읍내면(邑內面) 구미동, 비석동 일부/우곡동 일부/(중남면)둔리동 일부/지곡동, 상장동/하장동/남부동/상남동/중남동/하남동/서상동 일부/비석동 일부, 내곡동/외곡동/덕천동 일부/우곡동 일부, 우곡동 일부/비석동 일부, 천전동, 동상동/삼근동/서상동 일부, 덕천동 일부/(동면)미동/주등동 | 영덕면      | 구미동, 남산동, 남석동, 덕곡동, 우곡동(右谷洞), 천전동, 화개동, 화수동                                 |
| 영덕군           | 중남면(中南面) 구강동, 상금동/하금동/둔전리 일부/소월동 일부, 삼사동/피전동/호연동, 신기동/중직동/이동/상직동, 소월동 일부, 오포동/신강동, 장현동/외직동/하직동, 연화동/눌미동/장전동 | 영덕면      | 강구동, 금호동, 삼사동, 상직동, 소월동, 오포동, 하직동, 화전동                                         |
| 영덕군           | 외남면(外南面) 남정동, 남호동, 우곡동/원구동, 상화동/하화동/원동, 구계동, 도천동/덕성동, 봉전동/동동, 고부동/지경동, 비물동/사부동/신흥동 일부, 적암동/다사동, 양성동, 원척동, 장사동/두천동/오산동/신흥동 일부, 쟁암동, 상회동/하회동 | 영덕면      | 남정동, 남호동, 우곡동(羽谷洞), 중화동                                                                 |
| 영덕군           | 외남면(外南面) 남정동, 남호동, 우곡동/원구동, 상화동/하화동/원동, 구계동, 도천동/덕성동, 봉전동/동동, 고부동/지경동, 비물동/사부동/신흥동 일부, 적암동/다사동, 양성동, 원척동, 장사동/두천동/오산동/신흥동 일부, 쟁암동, 상회동/하회동 | 남정면      | 구계동, 도천동, 봉전동, 부경동, 부흥동, 사암동, 양성동, 원척동, 장사동, 쟁암동, 회동                   |
| 영해군           | 남면(南面) 경정동/오매동/군유동 일부, 보기암/아삼동/(묘곡면)칠성동 일부, 동로동/대곡동/(묘곡면)조항산동 일부, 도천/하판동 일부, 부곡동/원포동 일부, 상판동/하판동 일부/원포동 일부, 양장동/축산동 일부/군유동 일부, 금천동/화계동, 고곡동/하판동 일부 | 축산면      | 경정동, 기암동, 대곡동, 도곡동, 부곡동, 상원동, 축산동, 화천동, 고곡동                                 |
| 영해군           | 묘곡면(畝谷面) 조항산동 일부, 칠성동 일부/화전동 일부, 대동/묘곡동 일부, 백일동/원상동 일부/묘곡동 일부, 옥금동/원중동/원하동/원상동 일부 | 축산면      | 조항동, 칠성동                                                                                         |
| 영해군           | 묘곡면(畝谷面) 조항산동 일부, 칠성동 일부/화전동 일부, 대동/묘곡동 일부, 백일동/원상동 일부/묘곡동 일부, 옥금동/원중동/원하동/원상동 일부 | 영해면      | 대동, 묘곡동, 원구동                                                                                   |
| 영해군           | 읍내면(邑內面) 반리진/사진/마흘진/건달동 일부/(남면)축산동 일부, 어대동/괴시동 일부/교동 일부, 공수진/대진/건달동 일부, 벌영동/갈물동/송계동 일부/(묘곡면)임두정, 성내동/노상동/노하동/노동동/지동/송계동 일부/교동 일부 | 영해면      | 사진동, 괴시동, 대진동, 벌영동, 성내동                                                                 |
| 영해군           | 북초면(北初面) 연평동/신기동/(읍내면)괴시동 일부, 월의동/각리 일부, 사천리/항리, 송상동/송하동 일부, 신평동/각리 일부, 이천동/(북이면)원황동 일부, 휘리/송하동 일부 | 영해면      | 연평동                                                                                                 |
| 영해군           | 북초면(北初面) 연평동/신기동/(읍내면)괴시동 일부, 월의동/각리 일부, 사천리/항리, 송상동/송하동 일부, 신평동/각리 일부, 이천동/(북이면)원황동 일부, 휘리/송하동 일부 | 병곡면      | 각리동, 사천동, 송천동, 신평동, 이천동, 휘리동                                                         |
| 영해군           | 북이면(北二面) 거무역동 일부, 금곡동/지경동/백륙동 일부, 병륙동 일부/백륙동 일부/백진동 일부, 병진동/병륙동 일부, 삼읍동, 아곡동/보곡동 일부, 영상동/영하동/보곡동 일부/백륙동 일부/백진동 일부, 원황동 일부/거무역동 일부/(북초면)송하동 일부 | 병곡면      | 거무역동, 금곡동, 백석동, 병곡동, 삼읍동, 아곡동, 영동, 원황동                                         |
| 영해군           | 오서면(烏西面) 미하동/미상동 일부/(서면)우상동 일부, 백청동, 보상동/보중동, 삼계동/운계동 일부, 수동/희암동, 봉정동/오촌/미상동 일부/운계동 일부, 인천동/보하동/(서면)일모소 일부 | 창수면      | 미곡동, 백청동, 보림동, 삼계동, 수동, 오촌동, 인천동                                                   |
| 영해군           | 서면(西面) 가산동/우앙현/우상동 일부, 갈천동/일모소 일부, 신기동/우정동, 갈상동/신리, 인상동/인하동, 방가동/장구동/창수동 | 창수면      | 가산동, 갈천동, 신기동, 신리동, 인량동, 창수동                                                         |
- 1934년 4월 1일 영덕면[7]과 오보면[8] 간의 행정구역 조정이 있었다. 오보면 일부 동이 영덕면으로 이관되었고, 영덕면 일부 동과 (영덕면에 편입되지 않은)오보면 일부 동을 강구면으로 합면하였다.[9]

| 도령 제83호                                                                   |             |
| 구 행정구역                                                                   | 신 행정구역 |
| 영덕면 우곡동(右谷洞), 덕곡동, 남석동, 화개동, 천전동, 구미동, 화수동, 남산동 | 영덕면 일원 |
| 오보면 석동, 오보동, 대탄동, 노물동, 매정동, 삼계동, 창포동, 대부동           | 영덕면 일원 |
| 영덕면 금호동, 소월동, 오포동, 하직동, 상직동, 화전동, 강구동, 삼사동         | 강구면 일원 |
| 오보면 하저동, 금진동                                                         | 강구면 일원 |
| 영덕면 삼화동, 오천동, 옥류동                                                 | 달산면 일부 |
| 영덕면 남정동, 남호동, 우곡동(羽谷洞), 중화동                                 | 남정면 일부 |
- 1950년 영덕-강구 전투, 영덕-포항 전투 등 여러 차례의 전투가 일어났고, 일시적으로 조선민주주의인민공화국에 점령당했다가 9월에 장사 상륙 작전이 실시되기도 했다. 인천 상륙 작전 성공 이후 인민군이 패주하면서 대한민국이 수복하였다.
- 1979년 5월 1일 영덕면이 영덕읍으로 승격하였다.[10] (1읍 8면)
- 1983년 2월 15일 영일군 죽장면 하옥리 일부를 달산면에 편입하였다.
- 1988년 12월 31일 지품면 오천리 일부를 분할, 신애리를 신설하였다.
- 1990년 1월 3일 행정구역 명칭개정에 따라 강구면 하직리를 원직리로, 병곡면 휘리를 덕천리로 개정[11]
- 1990년 6월 29일 축산면 화천리가 영덕읍으로 편입[12]되었다.
- 2025년 6월 30일 영해면 대리가 대동리로 명칭변경되었다.

## 지리
경상북도 동북부에 위치하여 영남지방에 속하고 포항시와 울진군, 영양군, 청송군과 경계를 이루고 있다. 태백산맥이 동남쪽으로 뻗어내리고, 칠보산과 팔각산이 형성되어 있으며, 병곡 영해평야를 이루고 향토의 젖줄인 오십천이 흐르고 있다.

### 지질

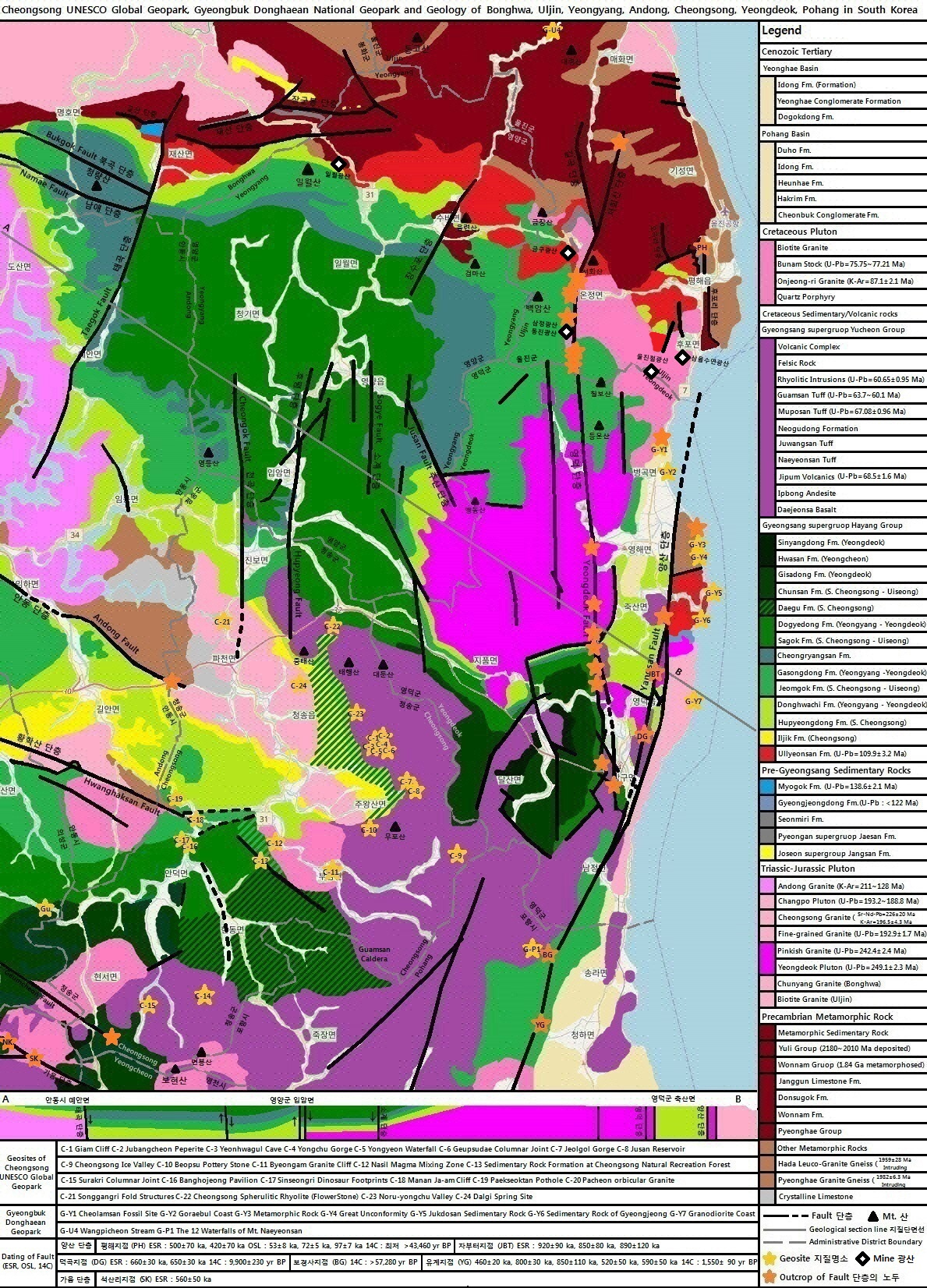
울진군, 봉화군, 영양군, 안동시, 청송군 및 영덕군의 지질

### 기후
대체적으로 온후한 편이며, 여름 최고온도는 섭씨 38도이며, 겨울 최저온도는 영하 13.8도이다. 봄철은 동남풍, 겨울철은 서북풍이 심하게 불며 가을이 길고 봄이 짧은 것이 특징이다.
| 영덕기상관측소 (영덕군 영해면 성내리, 해발 40.71m)의 기후 | 영덕기상관측소 (영덕군 영해면 성내리, 해발 40.71m)의 기후 | 영덕기상관측소 (영덕군 영해면 성내리, 해발 40.71m)의 기후 | 영덕기상관측소 (영덕군 영해면 성내리, 해발 40.71m)의 기후 | 영덕기상관측소 (영덕군 영해면 성내리, 해발 40.71m)의 기후 | 영덕기상관측소 (영덕군 영해면 성내리, 해발 40.71m)의 기후 | 영덕기상관측소 (영덕군 영해면 성내리, 해발 40.71m)의 기후 | 영덕기상관측소 (영덕군 영해면 성내리, 해발 40.71m)의 기후 | 영덕기상관측소 (영덕군 영해면 성내리, 해발 40.71m)의 기후 | 영덕기상관측소 (영덕군 영해면 성내리, 해발 40.71m)의 기후 | 영덕기상관측소 (영덕군 영해면 성내리, 해발 40.71m)의 기후 | 영덕기상관측소 (영덕군 영해면 성내리, 해발 40.71m)의 기후 | 영덕기상관측소 (영덕군 영해면 성내리, 해발 40.71m)의 기후 | 영덕기상관측소 (영덕군 영해면 성내리, 해발 40.71m)의 기후 |
| 월                                                        | 1월                                                       | 2월                                                       | 3월                                                       | 4월                                                       | 5월                                                       | 6월                                                       | 7월                                                       | 8월                                                       | 9월                                                       | 10월                                                      | 11월                                                      | 12월                                                      | 연간                                                      |
| --------------------------------------------------------- | --------------------------------------------------------- | --------------------------------------------------------- | --------------------------------------------------------- | --------------------------------------------------------- | --------------------------------------------------------- | --------------------------------------------------------- | --------------------------------------------------------- | --------------------------------------------------------- | --------------------------------------------------------- | --------------------------------------------------------- | --------------------------------------------------------- | --------------------------------------------------------- | --------------------------------------------------------- |
| 역대 최고 기온 °C (°F)                                    | 17.0 (62.6)                                               | 24.1 (75.4)                                               | 27.0 (80.6)                                               | 34.0 (93.2)                                               | 35.8 (96.4)                                               | 37.0 (98.6)                                               | 38.1 (100.6)                                              | 39.9 (103.8)                                              | 35.3 (95.5)                                               | 30.1 (86.2)                                               | 27.0 (80.6)                                               | 20.9 (69.6)                                               | 39.9 (103.8)                                              |
| 일평균 최고 기온 °C (°F)                                  | 5.8 (42.4)                                                | 8.1 (46.6)                                                | 12.5 (54.5)                                               | 18.4 (65.1)                                               | 22.9 (73.2)                                               | 25.6 (78.1)                                               | 28.6 (83.5)                                               | 29.1 (84.4)                                               | 25.0 (77.0)                                               | 20.7 (69.3)                                               | 14.6 (58.3)                                               | 8.0 (46.4)                                                | 18.3 (64.9)                                               |
| 일일 평균 기온 °C (°F)                                    | 1.0 (33.8)                                                | 2.9 (37.2)                                                | 7.0 (44.6)                                                | 12.5 (54.5)                                               | 17.1 (62.8)                                               | 20.4 (68.7)                                               | 24.1 (75.4)                                               | 24.5 (76.1)                                               | 20.1 (68.2)                                               | 15.0 (59.0)                                               | 9.2 (48.6)                                                | 3.1 (37.6)                                                | 13.1 (55.6)                                               |
| 일평균 최저 기온 °C (°F)                                  | −3.1 (26.4)                                               | −1.8 (28.8)                                               | 1.7 (35.1)                                                | 6.7 (44.1)                                                | 11.6 (52.9)                                               | 16.0 (60.8)                                               | 20.5 (68.9)                                               | 21.1 (70.0)                                               | 16.0 (60.8)                                               | 10.1 (50.2)                                               | 4.2 (39.6)                                                | −1.2 (29.8)                                               | 8.5 (47.3)                                                |
| 역대 최저 기온 °C (°F)                                    | −15.1 (4.8)                                               | −13.7 (7.3)                                               | −9.9 (14.2)                                               | −3.6 (25.5)                                               | 1.5 (34.7)                                                | 6.0 (42.8)                                                | 11.1 (52.0)                                               | 12.8 (55.0)                                               | 6.4 (43.5)                                                | −1.4 (29.5)                                               | −7.2 (19.0)                                               | −13.8 (7.2)                                               | −15.1 (4.8)                                               |
| 평균 강수량 mm (인치)                                     | 37.4 (1.47)                                               | 30.5 (1.20)                                               | 49.1 (1.93)                                               | 79.5 (3.13)                                               | 74.5 (2.93)                                               | 113.4 (4.46)                                              | 194.3 (7.65)                                              | 213.6 (8.41)                                              | 159.6 (6.28)                                              | 86.2 (3.39)                                               | 49.8 (1.96)                                               | 24.3 (0.96)                                               | 1,112.2 (43.79)                                           |
| 평균 강수일수 (≥ 0.1 mm)                                  | 4.9                                                       | 4.9                                                       | 7.1                                                       | 7.0                                                       | 7.4                                                       | 8.9                                                       | 12.2                                                      | 12.6                                                      | 9.8                                                       | 5.8                                                       | 6.0                                                       | 3.8                                                       | 90.4                                                      |
| 평균 상대 습도 (%)                                        | 51.8                                                      | 54.0                                                      | 58.3                                                      | 59.3                                                      | 64.3                                                      | 73.9                                                      | 78.7                                                      | 79.9                                                      | 78.0                                                      | 68.9                                                      | 59.9                                                      | 51.5                                                      | 64.9                                                      |
| 평균 월간 일조시간                                        | 195.3                                                     | 187.5                                                     | 210.7                                                     | 228.3                                                     | 243.6                                                     | 201.4                                                     | 178.2                                                     | 188.8                                                     | 178.7                                                     | 198.5                                                     | 181.1                                                     | 190.3                                                     | 2,382.4                                                   |
| 출처: 기상청 (평년값: 1991년~2020년, 극값: 1972년~현재)   |                                                           |                                                           |                                                           |                                                           |                                                           |                                                           |                                                           |                                                           |                                                           |                                                           |                                                           |                                                           |                                                           |

## 행정 구역
영덕군의 행정 구역은 1읍 8면으로 구성되어 있다. 영덕군의 면적은 741.06km2이다. 인구는 2020년 12월 기준 20,153세대 36,313명이고, 그 중 30.4%가 영덕읍에 거주한다. 남성 17,197명, 여성 19,116명이다. 1960년대까지는 119,498명이었으나 이후 인구가 감소하였다.
| 읍면동 | 한자   | 면적   | 세대  | 인구   | 행정지도 |
| ------ | ------ | ------ | ----- | ------ | -------- |
| 영덕읍 | 盈德邑 | 66.10  | 5,514 | 11,040 |          |
| 창수면 | 蒼水面 | 152.31 | 1,057 | 1,688  |          |
| 병곡면 | 柄谷面 | 66.05  | 1,697 | 2,786  |          |
| 영해면 | 寧海面 | 63.97  | 3,448 | 6,381  |          |
| 축산면 | 丑山面 | 59.38  | 1,549 | 2,657  |          |
| 지품면 | 知品面 | 150.24 | 1,195 | 2,018  |          |
| 강구면 | 江口面 | 36.81  | 3,528 | 6,248  |          |
| 달산면 | 達山面 | 72.92  | 699   | 1,124  |          |
| 남정면 | 南亭面 | 73.28  | 1,466 | 2,371  |          |

## 인구
- 영덕군(에 해당하는 지역)의 연도별 인구 추이[17]

| 연도      | 총인구    |  |
| --------- | --------- |  |
| 1960년    | 106,198명 |  |
| 1966년    | 119,191명 |  |
| 1970년    | 112,373명 |  |
| 1975년    | 108,941명 |  |
| 1980년    | 91,206명  |  |
| 1985년    | 77,590명  |  |
| 1990년    | 65,415명  |  |
| 1995년    | 51,292명  |  |
| 2000년    | 44,172명  |  |
| 2005년    | 42,347명  |  |
| 2010년    | 41,377명  |  |
| 2015년    | 39,191명  |  |
| 2020년    | 36,313명  |  |
| 2024년8월 | 33,435명  |  |

## 문화·관광

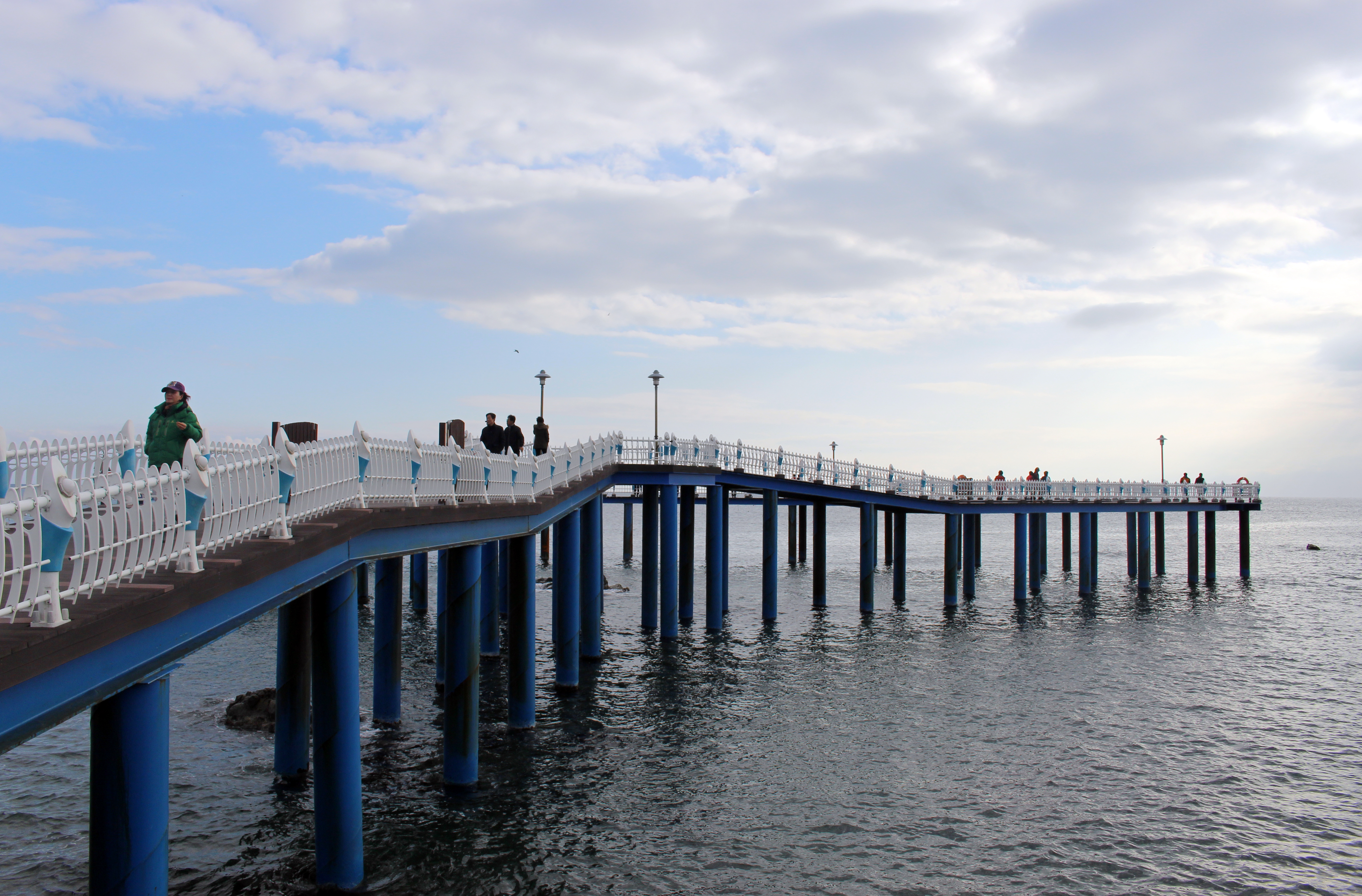
삼사해상산책로

- 고래불해수욕장
- 대진해수욕장
- 장사해수욕장
- 남호해수욕장
- 하저리해수욕장
- 오보해수욕장
- 경정해수욕장
- 삼사해상공원
- 해맞이공원
- 풍력발전단지
- 괴시리전통마을
- 장육사
- 유금사
- 강구항
- 축산항

### 특산품
- 영덕대게

## 교통

### 도로 교통
서산영덕고속도로가 있으며 2009년 12월 18일에 연장선인 (낙동 분기점 ~ 영덕 나들목)이 착공하여 2016년 12월에 개통되었다. 추후 동해고속도로와 직결 될 예정이다. 남북으로 국도 제7호선과 동서로 국도 제34호선이 관통한다. 예전에는 국도 제7호선이 확장되지 않아 피서철에는 상습 지정체 구간이었으나, 확장 공사가 이루어져 교통 상황이 나아졌다. 시외버스편을 이용할 때에는 인근의 안동시나 포항시를 찾는 것이 편리하다. 서산영덕고속도로로 서해까지 갈수있다.

### 철도 교통
2018년 1월 26일에 동해선이 영덕까지 개통되어 장사역, 강구역, 영덕역에서 기차를 탈 수 있게 되어 부산이나 대구, 서울로의 접근이 더욱 편해진다. 2025년 1월 1일 동해선이 삼척역까지 연장되면서 영해역과 고래불역이 개통되면 영덕군 북부 지역에서도 철도 이용이 용이해질 전망이다. 현재 영덕군에서 가장 가까운 역은 영덕역이다. 김천역에서 영덕역을 잇는 경북내륙선이 검토 중에 있다.

### 도로명
ㄱㄴㄷㄹㅁㅂㅅ
- 강산로 - 강영로 - 경동로 - 고래불로 - 군지경로 - 대동로 - 동해대로 - 산정로 - 석보로

ㅇㅈㅊㅋㅌㅍㅎ
- 영덕대게로 - 영덕로 - 영양창수로 - 영축로 - 오서로 - 온정로 - 주왕산로 - 죽장로 - 지영로 - 창수영해로 - 축산로 - 팔각산로 - 흰돌로

## 교육 기관
경상북도 영덕군에는 고등학교 5개교, 중학교 11개교, 초등학교 43개교(분교 11개 포함)가 존재하였다. 현재는 고등학교 4개교, 중학교 8개교, 초등학교 10개교(분교 1개 포함)만이 현존하고 있다.
- 영덕교육지원청 https://www.gbe.kr/yd/main.do 보관됨 2024-08-20 - 웨이백 머신

### 고등학교
| 학교명               | 주소                  | 학급수 | 학생수 | 비고                                           |
| -------------------- | --------------------- | ------ | ------ | ---------------------------------------------- |
| 영덕고등학교         | 영덕읍 군청1길 13     | 10학급 | 162명  | 1951년 8월 20일 개교, 영덕중학교 병설          |
| 영해고등학교         | 영해면 예주길 135     | 10학급 | 173명  | 1955년 5월 19일 개교, 영해중학교 병설          |
| 강구정보고등학교     | 강구면 신강구1길 45-5 | 4학급  | 34명   | 1968년 3월 4일 개교, 강구중학교 병설           |
| 영덕여자고등학교     | 영덕읍 영덕로 206     | 8학급  | 131명  | 1976년 3월 2일 개교, 영덕여자중학교 병설       |
| 영해여자정보고등학교 | 영해면 예주8길 14-7   | -      | -      | 2009년 3월 1일 폐교, 영해여자중학교(폐교) 병설 |

### 중학교
| 학교명              | 주소                  | 학급수 | 학생수 | 비고                                                 |
| ------------------- | --------------------- | ------ | ------ | ---------------------------------------------------- |
| 영덕중학교          | 영덕읍 군청1길 13     | 7학급  | 130명  | 1946년 8월 27일 개교, 영덕고등학교 병설              |
| 영해중학교          | 영해면 예주길 135     | 8학급  | 143명  | 1951년 10월 30일 개교, 영해고등학교 병설             |
| 강구중학교          | 강구면 신강구1길 45-5 | 6학급  | 90명   | 1953년 5월 11일 개교, 강구정보고등학교 병설          |
| 병곡중학교          | 병곡면 병곡길 24-7    | 4학급  | 13명   | 1955년 6월 13일 개교                                 |
| 남정중학교          | 남정면 진불길 11-27   | 3학급  | 13명   | 1966년 3월 15일 개교, 남정초등학교 병설              |
| 영덕여자중학교      | 영덕읍 영덕로 206     | 6학급  | 141명  | 1968년 3월 6일 개교, 영덕여자고등학교 병설           |
| 지품중학교          | 지품면 지영로 30      | 3학급  | 12명   | 1969년 2월 15일 개교, 지품초등학교 병설              |
| 축산중학교          | 축산면 도곡1길 54     | 3학급  | 11명   | 1974년 4월 12일 개교                                 |
| 영덕중학교 달산분교 | 달산면 대지리 777-3   | -      | -      | 2001년 3월 1일 폐교                                  |
| 창수중학교          | 창수면 신기1길 12-10  | -      | -      | 2009년 3월 1일 폐교                                  |
| 영해여자중학교      | 영해면 예주8길 14-7   | -      | -      | 2009년 3월 1일 폐교, 영해여자정보고등학교(폐교) 병설 |

### 초등학교
| 학교명                    | 주소                   | 학급수 | 학생수 | 비고                                      |
| ------------------------- | ---------------------- | ------ | ------ | ----------------------------------------- |
| 영해초등학교              | 영해면 예주5길 22      | 12학급 | 185명  | 1910년 9월 1일 개교                       |
| 영덕야성초등학교          | 영덕읍 덕곡길 96       | 25학급 | 518명  | 1911년 4월 11일 개교/ 2012년 3월 1일 개교 |
| 남정초등학교              | 남정면 진불길 15-6     | 4학급  | 17명   | 1922년 5월 21일 개교, 남정중학교 병설     |
| 병곡초등학교              | 병곡면 영길 103-10     | 6학급  | 26명   | 1928년 10월 15일 개교                     |
| 지품초등학교              | 지품면 지영로 7-4      | 6학급  | 25명   | 1931년 4월 15일 개교, 지품중학교 병설     |
| 강구초등학교              | 강구면 나비산길 8      | 8학급  | 89명   | 1935년 4월 21일 개교                      |
| 창수초등학교              | 창수면 영양창수로 3184 | 5학급  | 25명   | 1935년 10월 8일 개교                      |
| 축산항초등학교            | 축산면 축산항초교길 2  | 4학급  | 16명   | 1944년 5월 11일 개교                      |
| 원황초등학교              | 병곡면 원황길 64       | 4학급  | 13명   | 1946년 11월 6일 개교                      |
| 창수초등학교 인천분교     | 창수면 오서로 1370     | 4학급  | 19명   | 1936년 5월 5일 개교                       |
| 신리국민학교 자래목분교   | 창수면 창수4길 41-25   | -      | -      | 1977년 3월 1일 폐교                       |
| 지품국민학교 용덕분교     | 지품면 용덕리 105      | -      | -      | 1991년 3월 1일 폐교                       |
| 성호국민학교 조항분교     | 축산면 칠성길 846      | -      | -      | 1992년 3월 1일 폐교                       |
| 원전국민학교 기사분교     | 지품면 기사길 217      | -      | -      | 1992년 3월 1일 폐교                       |
| 지품국민학교 속곡분교     | 지품면 속곡길 501      | -      | -      | 1992년 3월 1일 폐교                       |
| 금곡국민학교 유금분교     | 병곡면 금곡리 726      | -      | -      | 1993년 3월 1일 폐교                       |
| 인천국민학교 보림분교     | 창수면 보림리 297-1    | -      | -      | 1993년 3월 1일 폐교                       |
| 원구국민학교              | 영해면 원구1길 61      | -      | -      | 1994년 3월 1일 폐교                       |
| 남정국민학교 도천분교     | 남정면 산정로 320      | -      | -      | 1994년 3월 1일 폐교                       |
| 달산국민학교 용전분교     | 달산면 주왕산로 3121   | -      | -      | 1994년 3월 1일 폐교                       |
| 매정국민학교 석동분교     | 영덕읍 석동1길 4       | -      | -      | 1994년 3월 1일 폐교                       |
| 창수국민학교 미곡분교     | 창수면 오서로 471      | -      | -      | 1994년 3월 1일 폐교                       |
| 창수국민학교 신리분교     | 창수면 신리리 256-1    | -      | -      | 1994년 3월 1일 폐교                       |
| 창수국민학교 인량분교     | 창수면 인량길 178      | -      | -      | 1994년 3월 1일 폐교                       |
| 축산국민학교 화천분교     | 영덕읍 화천길 48       | -      | -      | 1994년 3월 1일 폐교                       |
| 옥산국민학교              | 달산면 팔각산로 1157   | -      | -      | 1995년 3월 1일 폐교                       |
| 원황국민학교 월의분교     | 병곡면 각리2길 304     | -      | -      | 1995년 3월 1일 폐교                       |
| 지품국민학교 낙평분교     | 지품면 경동로 6584     | -      | -      | 1995년 3월 1일 폐교                       |
| 지품국민학교 오천분교     | 지품면 오천길 26       | -      | -      | 1995년 3월 1일 폐교                       |
| 강구초등학교 금진분교     | 강구면 번영길 235      | -      | -      | 1996년 3월 1일 폐교                       |
| 남호초등학교              | 남정면 남정중화길 38   | -      | -      | 1997년 3월 1일 폐교                       |
| 영해초등학교 대동분교     | 영해면 대동로 1224-15  | -      | -      | 1997년 3월 1일 폐교                       |
| 창수초등학교 오촌분교     | 창수면 오촌리 244-1    | -      | -      | 1998년 3월 1일 폐교                       |
| 축산초등학교 성호분교     | 축산면 칠성1길 5-24    | -      | -      | 1998년 3월 1일 폐교                       |
| 금곡초등학교              | 병곡면 거무실길 22     | -      | -      | 1999년 3월 1일 폐교                       |
| 달산초등학교              | 달산면 팔각산로 1837   | -      | -      | 1999년 9월 1일 폐교                       |
| 원전초등학교              | 지품면 원전리 295-2    | -      | -      | 1999년 9월 1일 폐교                       |
| 영해초등학교 영해동부분교 | 영해면 관대길 50       | -      | -      | 2009년 3월 1일 폐교                       |
| 영해초등학교 축산분교     | 축산면 영축로 963      | -      | -      | 2011년 3월 1일 폐교                       |
| 야성초등학교              | 영덕읍 야성길 15       | -      | -      | 2012년 2월 29일 폐교                      |
| 舊 영덕초등학교           | 영덕읍 덕곡길 96       | -      | -      | 2012년 2월 29일 폐교                      |
| 영덕야성초등학교 창포분교 | 영덕읍 창포길 2-11     | -      | -      | 2015년 3월 1일 폐교                       |
| 영덕야성초등학교 매정분교 | 영덕읍 매정길 235      | -      | -      | 2016년 3월 1일 폐교                       |
| 축산항초등학교 경정분교   | 축산면 경정길 17       | -      | -      | 2023년 3월 1일 폐교                       |

### 유치원[44]
| 학교명                               | 주소                                         | 학급수 | 원아수 | 비고           |
| ------------------------------------ | -------------------------------------------- | ------ | ------ | -------------- |
| 강구초등학교 병설유치원              | 병설된 초등학교와 같음(이하 병설유치원 전체) | 1학급  | 4명    |                |
| 남정초등학교 병설유치원              | -                                            | -      | -      | 현재 휴원 상태 |
| 병곡초등학교 병설유치원              | -                                            | 1학급  | 3명    |                |
| 영덕야성초등학교 병설유치원          | -                                            | 3학급  | 19명   |                |
| 영해초등학교 병설유치원              | -                                            | 2학급  | 4명    |                |
| 원황초등학교 병설유치원              | -                                            | -      | -      | 현재 휴원 상태 |
| 지품초등학교 병설유치원              | -                                            | 1학급  | 6명    |                |
| 창수초등학교 병설유치원              | -                                            | 1학급  | 5명    |                |
| 축산항초등학교 병설유치원            | -                                            | 1학급  | 2명    |                |
| 야성초등학교 병설유치원              | -                                            | -      | -      |                |
| 영덕성심유치원                       | 영덕읍 덕곡3길 11-23                         | -      | -      | 사립 유치원    |
| 영덕유치원                           | 영덕읍 덕곡천길 60                           | -      | -      | 사립 유치원    |
| 영덕야성초등학교 창포분교 병설유치원 | -                                            | -      | -      |                |
| 영덕야성초등학교 매정분교 병설유치원 | -                                            | -      | -      |                |
| 영해유치원                           | 영해면 예주길 113-2                          | -      | -      | 사립 유치원    |
| 영해초등학교 영해동부분교 병설유치원 | -                                            | -      | -      |                |
| 영해초등학교 축산분교 병설유치원     | -                                            | -      | -      |                |
| 창수초등학교 인천분교 병설유치원     | -                                            | -      | -      |                |
| 축산항초등학교 경정분교 병설유치원   | -                                            | -      | -      |                |
| 화원유치원                           | 주소지 미상                                  | -      | -      | 사립 유치원    |

## 의료
영덕군에는 병원이 있으나 종합병원은 영해면에 한 곳 있을 뿐이고, 그마저도 분만실이 없어 출산은 안동시나 포항시에서 하는 실정이다.

## 정치
적은 인구로 인해 국회의원 선거구는 봉화군, 영양군, 울진군과 공유하는 상황이고, 과거에는 청송군과 선거구를 공유한 적이 있었다.

## 성씨
다음의 성씨들이 현재의 영덕군 지역을 관향으로 하고 있다.
- 영덕 김씨 (盈德金氏)
- 영해 김씨
- 영해 박씨
- 영해 이씨
- 영덕 정씨

## 자매 도시
- 대한민국 서울특별시 송파구
- 대한민국 전라남도 해남군
- 대한민국 전라남도 여수시
- 대한민국 대구광역시 동구
- 일본 후쿠이현 에치젠정
- 미국 북마리아나 제도 사이판